# Hieracium neomicracladium
Hieracium neomicracladium es una especie de planta con flor del género Hieracium, de la familia Asteraceae, orden Asterales.

## Distribución
Hieracium neomicracladium se distribuye por Noruega y Suecia.

## Taxonomía
Fue descrita científicamente por P. D. Sell.